# Prefektura
Prefektura (iz latinščine Praefectura) je upravna jurisdikcija, ki jo tradicionalno vodi imenovani prefekt. To je lahko pododdelek regionalne ali lokalne vlade v različnih državah ali pododdelek v določenih mednarodnih cerkvenih strukturah, v antiki pa tudi rimsko okrožje.

## Prefekture v Starem Rimu
Prefektura, tudi uprava, v Rimskem cesarstvu, upravljana preko direktnega pooblastila cesarja ali njegovega zakonitega zastopnika. Tovrstna pooblastila ali naziv prefekta so bila dodeljena admiralu ladjevja, poveljniku pretorijev, načelniku državne pošte (deloval od cesarja Hadrijana), načelniku cesarske oskrbe, načelniku gasilcev in na deželi zastopniku pretorja.

## Dobesedne prefekture

### Antika
Prefektura se prvotno nanaša na samoupravno telo ali območje od tetrarhije, ko je cesar Dioklecijan razdelil Rimsko cesarstvo na štiri okrožja (vsako razdeljeno na škofije), združene pod Vicarius (število rimskih provinc, navedenih pod tem členom), čeprav ohranil je dve pretorski prefekturi kot upravni ravni nad prav tako ohranjenimi škofijami (nekaj jih je bilo razdeljenih).

### Cerkveno
Ker se kanonsko pravo močno zgleduje po rimskem pravu, ni presenetljivo, da ima katoliška cerkev več uradov pod vodstvom prefekta. Ta izraz se pojavlja tudi v drugače oblikovanih uradih, kot je vodja kongregacije ali oddelka Rimske kurije. Različna cerkvena območja, premajhna za škofijo, se imenujejo prefekti.

## Analogne prefekture

### Brazilski ekvivalent prefekture
V Braziliji je prefektura (prefeitura ali prefeitura municipal v portugalščini) izvršna veja vlade vsake brazilske občine (município v portugalščini). Izraz se nanaša tudi na funkcijo župana (prefeito v portugalščini).

## Srednjeafriška republika
Srednjeafriška republika je razdeljena na šestnajst prefektur.

## Kitajski ekvivalenti prefekture

### Starodavni pomen
Šjan (縣)
Ko se uporablja v kontekstu kitajske zgodovine, zlasti Kitajske pred dinastijo Tang, se beseda prefektura uporablja za prevod šjan (縣). Ta upravna enota je prevedena kot »okrožje«, kadar se uporablja v sodobnem kontekstu, zaradi povečanja števila šjan in zmanjšanja njihove velikosti skozi čas v kitajski zgodovini.
Džov (州) ali Fu (府)
V kontekstu kitajske zgodovine med ali po dinastiji Tang se beseda prefektura uporablja za prevod džov (Wade–Giles čou (州), druge starodavne upravne enote na Kitajskem, enakovredne sodobni provinci.

### Sodoben smisel
V sodobni Kitajski je prefektura (地区; pinjin: dìqū) upravna enota na drugi stopnji upravne hierarhije. Ta raven poleg prefektur vključuje tudi avtonomne prefekture, lige in prefekturna mesta. Prefekturna raven je pod provinčno ter nad okrajno ravnjo.

## Prefekture v Franciji
Prefektura je uprava francoskega departmaja v Franciji in francoskih prekomorskih ozemljih (nekdanjih kolonijah). Upravlja in vodi jo prefekt s pooblastilom predsednika republike.

## Italijanskaprefettura
V Italiji je prefettura urad prefetta; kot v Franciji so predstavniki vlade v vsaki provincii.

## Prefekture na Japonskem
Na Japonskem je prefektura praktično identična pokrajini. Japonske prefekture se delijo na 47 poddržavnih jurisdikcij in na eno metropolo (都 to), Tokio (prestolnica); eno okrožje (道 dō), Hokaido; dve urbani prefekturi (府 fu), Osaka in Kjoto (slednje - stara prestolnica). Poleg teh obstaja še 43 drugih prefektur (県 ken). V japonščini jih pogosto imenujejo todofuken (都道府県 ?). Prefekture so upravne enote večje kot mesta, naselja in vasi.
Vodja vsake prefekture je neposredno izvoljen upravnik (知事, čiji ?). Zadeve in proračun upravlja preko enodomne skupščine (議会,gikai) katere voljenim članom mandat traja štiri leta.
Po trenutnem Zakon o lokalni avtonomiji (Local Autonomy Law), se vsaka prefektura deli dalje na mesta (市 ši) in področja (郡 gun). Vsako področje se dalje deli na naselja (町 čo ali mači) in vasi (村 son ali mura). Hokaido ima 14 podprefektur in te delujejo kot poslovne enote (支庁 šičo) prefekture. Nekatere druge prefekture imajo prav tako poslovne enote, ki izvajajo administrativne funkcije prefekture izven mesta.

## Korejski ekvivalenti prefekture
Do leta 1894 je bil Hjeon (현; 縣) najnižja upravna enota v Koreji in se lahko prevede kot »majhna prefektura« v sodobnem smislu. V upravni hierarhiji je bil pod Gunom (군, 郡; okrožje).
Dohobu (도호부; 都護府) je bil upravna enota na višji ravni in se lahko prevede v »generalni protektorat«, »večja prefektura«, »metropolitanska prefektura« ali »vojna prefektura« v sodobnem smislu. Glavno mesto, Hanjang (Seul), lahko včasih prevedemo kot »prefektura Hanseong«.
Leta 1895 sta bili oddelki Hjeon in Dohobu ukinjeni. Od leta 1910 do 1949 je bil izraz prefektura uporabljen za prevod Bu (부; 府). Od leta 1949 nista bila uporabljena niti Hjeon niti Bu in ni bilo delitve niti v južnokorejskem niti severnokorejskem upravnem sistemu, kar pomeni »prefektura«.

## Grški ekvivalent prefekture
Od leta 1836 do leta 2011 je bila sodobna Grčija razdeljena na nomoi (grško: νομοί, ednina νομός, nomos), ki so sestavljali glavne upravne enote države. Ti so najpogosteje prevedeni kot »prefekture« ali »okrožja«.
Vsak nomos je vodil prefekt (νομάρχης, nomarches), ki je bil ministrski namestnik do ok. 1990, vendar je bil nato izvoljen z neposrednim ljudskim glasovanjem v procesu decentralizacije, v katerem so prefekture postale enote lokalne uprave. Mestne volitve v Grčiji potekajo vsaka štiri leta, glasovanje za volitve prefektov in županov pa je potekalo sočasno, vendar z ločenimi glasovnicami.
Kalikratov načrt iz leta 2010, ki je začel veljati 1. januarja 2011, je ukinil prefekture kot ločene upravne enote in jih preoblikoval v regionalne enote znotraj trinajstih upravnih regij v državi.

## Maroška prefektura
V Maroku je 75 upravnih pododdelkov druge stopnje 13 prefektur in 62 provinc. So pododdelki 12 regij Maroka. Vsaka prefektura in provinca je po svoje razdeljena na okrožja, občine ali mestne občine in okrožja v nekaterih metropolitanskih območjih.

## Prefekture v Sloveniji in na slovenskem ozemlju
V Sloveniji bi podoben status kot prefekture imele še ne ustanovljene, a že predvidene pokrajine v Zakonu o lokalni samoupravi in podprte v spremembah 143. člena Ustave Republike Slovenije.
Izvirne evropske prefekture smo na Slovenskem nazadnje v celoti imeli v času Ilirskih provinc pod Napoleonom in na Primorskem pod italijansko oblastjo med 1918-1943. Prvi pa so bili seveda Rimljani.

## Prefektura kot pomen
Urad, pristojnosti, delovno mesto, položaj oziroma služba prefekta (načelnika). Na Hrvaškem imajo podoben položaj gradonačelnika.

## Primerjaj
- Vas
- Naselje
- Mesto
- Občina
- Upravna enota
- Pokrajina